# Halictillus loureiroi
Halictillus loureiroi är en biart som först beskrevs av Jesus Santiago Moure 1941.  Halictillus loureiroi ingår i släktet Halictillus och familjen vägbin. Inga underarter finns listade i Catalogue of Life.